# Polirom
La maison d'édition Polirom est une maison d'édition roumaine fondée en 1995, dont le siège social se trouve à Iași.

## Présentation
La maison d'édition Polirom est "née" en février 1995, le premier titre étant le livre d'Adrian Marino, Pentru Europa. En français "L'intégration de la Roumanie. Aspects idéologiques et culturels". Mais le portefeuille de la maison d'édition rassemble désormais 35 domaines éditoriaux et plus de 55 séries et collections. La première année, 15 titres sont publiés et le nombre a atteint aujourd'hui plus de 2 300.

## Collections
Par rapport aux autres maisons d'édition du pays, Polirom a choisi de poursuivre une politique éditoriale de niche, proposant des titres même dans des domaines peu vendus, comme la communication, la littérature roumaine contemporaine ou les études de genre. En même temps, Polirom est la maison d'édition qui a le plus misé sur la jeune littérature roumaine.
La collection "Ego. Proza", coordonné par Lucian Dan Teodorovici, accueille les débuts éditoriaux de quelques jeunes écrivains, la collection dépassant actuellement les 50 titres publiés en trois ans depuis sa parution en 2004.
La collection Plural, créée en 1995, est sa marque depuis de nombreuses années. Une collection interdisciplinaire qui a voulu et réussi à devenir une bibliographie dans de nombreux domaines de la connaissance : anthropologie, philosophie, religion, sciences politiques.
La collection de lLimbi străine (langue étrangère), coordonnée par Ema Stoleriu, comprend des guides et manuels de conversation, des cours pratiques accompagnés de CD, des dictionnaires et des recueils de grammaire, du niveau débutant à avancé.
La collection de la "Bibliothèque Polirom", coordonnée par Bogdan-Alexandru Stănescu, comprend des traductions de classiques universels modernes, de prose des XXe et XXIe siècles. La maison d'édition promeut également pour la première fois pour la Roumanie : une collection appelée Bibliothèque Ioan Petru Culianu, qui contiendra tous les écrits de l'illustre scientifique roumain, L'Idée européenne, La Troisième Europe, les Études sur les médias ou les Études de genre, mais aussi Chic, la première collection de chicklit de Roumanie ou "Ego. Grafii", une collection qui héberge des autobiographies roumaines ou étrangères.
Les domaines les plus recherchés sont la Littérature, la Psychologie, la Pédagogie, les Langues étrangères ou encore l'Informatique et les Ordinateurs. Des campagnes telles que « Votez pour la jeune littérature », le prix annuel du premier « Ioan Petru Culianu » ou la relance de la maison d'édition Cartea Românească ont propulsé la maison d'édition au sommet des institutions culturelles de Roumanie. La maison d'édition de Iași publie également le Supplément culturel hebdomadaire du 13 novembre 2004, qui est distribué gratuitement avec le journal de Iași.

## Critique
Dans son livre Comment écrire un texte scientifique dans le domaine des sciences humaines, Ilie Rad note à tort que la maison d'édition Polirom viole les règles de la techno-édition en laissant un espace avant le point d'exclamation et avant le point d'interrogation.
L'auteur fait une confusion involontaire. Plus tard, le volume en question a été réédité par les éditions Polirom avec des corrections et des ajouts rigoureux.

## Sources
1. ↑  (ro) « Polirom. Despre noi » , sur polirom.ro (consulté le 23 mars 2024)
2. 1 2  (en) « Bogdan Alexandru Stanescu, Polirom, Romania » , sur web.archive.org, 9 décembre 2010 (consulté le 23 mars 2024)